# Riu Xingu
El riu Xingu és un afluent de l'Amazones que fa 2.260 km de llargada amb una conca de 531.250 km². El seu cabal hidràulic, 250 km abans d'unir-se a l'Amazones, és de 8.670 m³/segon. Es troba al nord-est del Brasil. Al riu Xingu hi ha les cascades d'Itamaraca. En una part del riu el govern brasiler creà a la dècada de 1950 el primer parc indígena del Brasil on hi viuen catorze tribus malgrat tot el seu mode de vida tradicional està en perill per l'explotació forestal i la creació de les centrals hidroelèctriques del riu Kuluene que és l'afluent més important del riu Xingu i l'embassament de Belo Monte. Entre les moltes espècies endèmiques del riu Xingu destaca el peix Hypancistrus zebra.

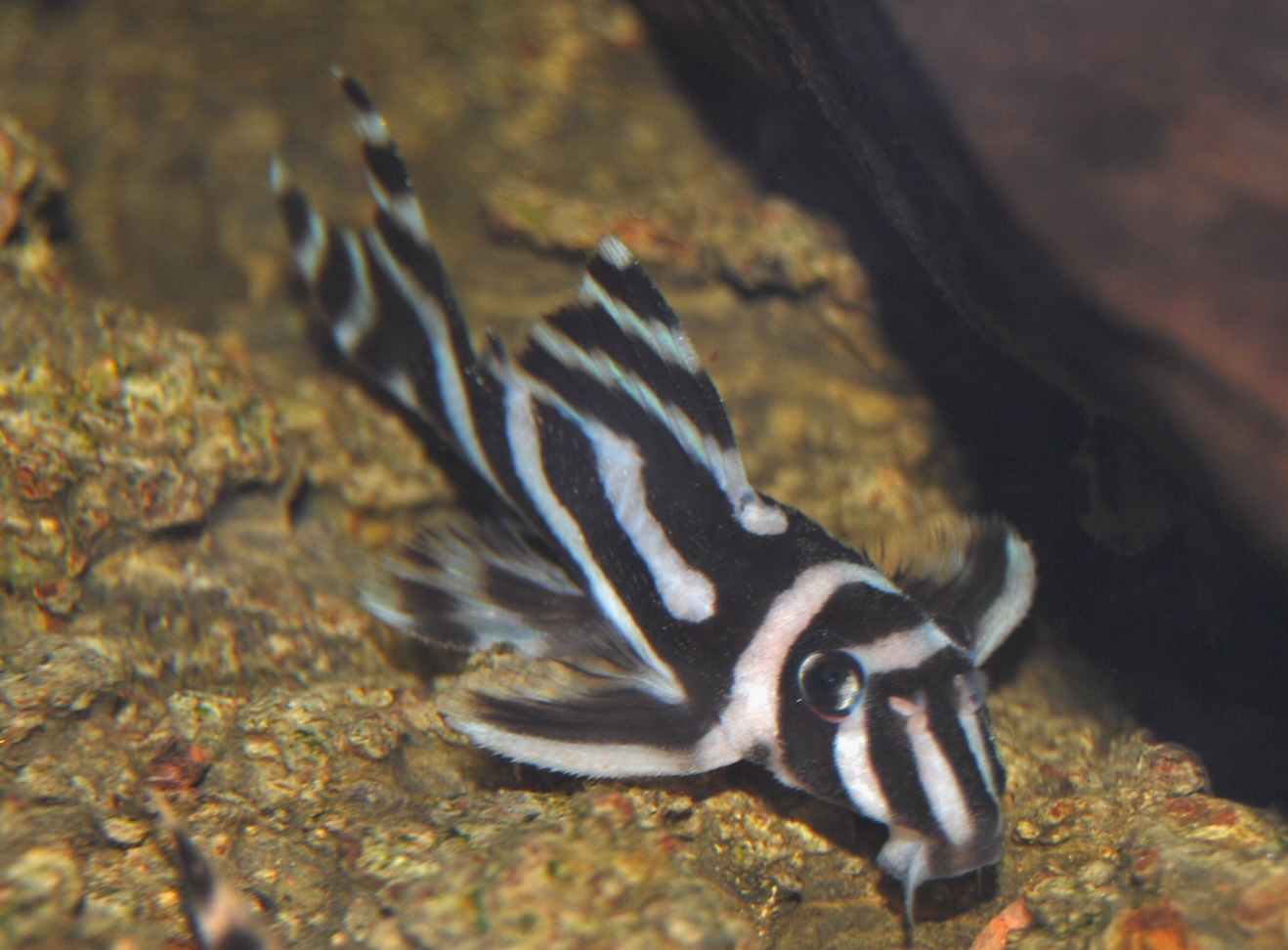
Hypancistrus zebra